# Brachysarthron antennatum
Brachysarthron antennatum är en skalbaggsart som beskrevs av Thomson 1864. Brachysarthron antennatum ingår i släktet Brachysarthron och familjen långhorningar.
Artens utbredningsområde är Senegal. Inga underarter finns listade.